# Gotfred af Ghemen
Gotfred af Ghemen (nederlandsk: Govert van Ghemen) (død omkring 1510) var en hollandsk bogtrykker, og den første i Danmark der fik borgerskab som bogtrykker, hvor han virkede i København.

## Bogtrykker i Gouda
Man ved ikke meget om Goverts første år som bogtrykker i Gouda. En stor del af den viden, man har om Govert/Gotfred er stykket sammen ved analyse af de skrifttyper, han benyttede, og deres udvikling over tid. Man ved, at han købte sine typer hos en stempelskærer i Gouda, og at den tidligste skrifttype blev produceret i årene 1486-1488, så det er altså på det tidspunkt han begyndte at trykke bøger. Fra hans tid i Gouda kender man tre bøger, Die gheystelike minnenbrief og to udgaver af Historie vanden edelen Lantsloet.

## Bogtrykker i København - Første periode
Han kom omkring 1493 til København, hvor han producerede tre latinske grammatikbøger, formentlig på opfordring fra det nystiftede Universitet. I 1495 fulgte Den danske Rimkrønike, som var det første skrift trykt på dansk. Derfter ser det ud som om han manglede arbejde i byen. Christian Bruuns beretning om ham i Forening for Boghaandværks Arsskrift 1890 antog, at han blev i byen, men L. & W. Hellinga har siden argumenteret for, at Gotfred vendte tilbage til Nederlandene.

## Bogtrykker i Leiden
Gotfred boede i Leiden i en periode mellem 1495 og 1505. Man kender fire værker fra hans trykkeri i denne periode, og L. & W. Hellinga antog, at der yderligere blev produceret en række skrifter, som siden er gået tabt.

## Anden periode i København
Gotfred af Ghemen var tilbage i København omkring 1505 og udgav Sjællandske Lov den 24. marts samme år. I december 1505 kom Skånske Lov, og i 1506 fulgte blandt andet Peder Laale: Parabolae og i de følgende år værker som Jesu Barndoms Bog, Jon Præst, Flores og Blantseflor, Karl Magnus' krønike og Tyrkens Tog til Rhodos. I byens arkiver nævnes han sidste gang i 1510 i forbindelse med en oversigt over Københavns våbenføre mænd. I Klædebo Rode stod han anført som Mester Gotfred, sammen med Mattis Bogtrykker og Thomas Bogtrykker. Christian Bruun gik ud fra, at Mattis var identisk med Matthias Brandis fra Lübeck, der kom til at overtage trykkeriet. L. & W. Hellinga har opregnet i alt 34 værker fra Gotfreds trykkerier, samt to, der enten var trykt af Gotfred eller af Matthias Brandis.

## Værkoversigt
| Trykkested                                 | År                | Bibliografi   | Titel                                       | Format |
| ------------------------------------------ | ----------------- | ------------- | ------------------------------------------- | ------ |
| Gouda                                      | (1486-1492)       | CA 1255a (II) | Die geystelike minnenbrief                  | 8o     |
| Gouda                                      | (1486-1492)       | KC I 974a     | Historie vanden edelen Landsloet            | 4o     |
| Gouda                                      | (1486-1492)       | CA 974        | Historie vanden eedelen Landsloet           | 4o     |
| København                                  | (1493)            | LN 60         | Donatus minor                               | 4o     |
| København                                  | 1493, 28. juni    | LN 70         | Fundamentum in grammatica                   | 4o     |
| København                                  | 1493, 9. juli     | LN 228        | Regulae fundamentales artis grammaticae     | 4o     |
| København                                  | 1495              | LN 232        | Den danske Rimkrønike                       | 4o     |
| København                                  | (1495)            | LN 90         | Horarium (fragment)                         | 8o     |
| København                                  | (1495)            | LN 233        | Den danske Rimkrønike (fragment)            | 8o     |
| Gouda eller København                      | (1486-1493)       | LN 60 note    | Donatus minor (fragment), GW 8870           | 4o     |
| Leiden                                     | (1495-1505)       | CA 69a (II)   | Albertanus (Brixiensis), Konste om te leren | 4o     |
| Leiden                                     | (1495-1505)       | CA 393        | Die jeeste van Julius caesar                | 4o     |
| Leiden                                     | (1495-1505)       | KC I 1126a    | Leven ende passie van S. Kunera             | 4o     |
| Leiden                                     | (1495-1505)       | CA 1256       | Den gheesteliken minnebrief                 | 8o     |
| København                                  | 1505, 24. marts   | LN 133        | Sjællandske Lov                             | 4o     |
| København                                  | 1505, 5. december | LN 134        | Skaanske Lov                                | 4o     |
| København                                  | 1505              | LN 285        | Dat gotlandsche Waterrecht                  | 4o     |
| København                                  | (1505)            | LN 222        | Psalterium (fragment)                       | 8o     |
| København                                  | 1506              | LN 120        | Peder Laale, Parabolae                      | 4o     |
| København                                  | 1508, 23. februar | LN 111        | Kanutus, Expositiones circa leges Jutiæ     | 4o     |
| København                                  | 1508, 22. april   | LN 234        | Den danske Rimkrønike                       | 4o     |
| København                                  | 1508              | LN 21         | Jesu Barndoms Bog                           | 8o     |
| København                                  | 1508              | LN 121        | Peder Laale, Parabolae                      | 4o     |
| København                                  | 1509, 13. ferbuar | LN 37         | Gudelige Bønner                             | 8o     |
| København                                  | 1509, 13. februar | LN 67         | Flores og Blantseflor                       | 8o     |
| København                                  | 1509, 21. februar | LN 259        | De femten Steder                            | 8o     |
| København                                  | 1509              | LN 266        | De femten Tegn                              | 8o     |
| København                                  | 1510, 23. marts   | LN 135        | Lucidarius                                  | 8o     |
| København                                  | 1510, 22. april   | LN 119        | Sjælens Kæremaal paa Kroppen                | 8o     |
| København                                  | 1510              | LN 88         | Historie om Jon Præst                       | 8o     |
| København                                  | (1505-1510)       | LN 66         | Flores og Blanseflor (fragment)             | 8o     |
| København                                  | (1508-1510)       | LN 46         | Confraternitetsbrev fra Franciskanerordenen | plano  |
| København                                  | (1508-1510)       | LN 116        | Karl Magnus Krønike (ukomplet)              | 4o     |
| København                                  | (1510)            | LN 275        | Den strid af Rhodos                         | 8o     |
| København. Måske trykt af Matthias Brandis | (1506-1510)       | LN 43         | Confraternitetsbrev                         | plano  |
| København. Måske trykt af Matthias Brandis | (1510)            | LN 47         | Confraternitetsbrev                         | plano  |

Bibliografi:
- CA = M.F.A.G. Campbell: Annales de la typographie néerlandaise au XVe siècle. La Haye, 1874-1890.
- KC = M.E. Kronenberg: Campbell's Annales, contribution to a new edition. The Hague, 1956.
- LN = Lauritz Nielsen: Dansk Bibliografi 1482-1550. København 1919. Bind II, 1551-1600. København 1931-33.
- GW = Gesamtkatalog der Wiegendrucke, I ff. Leipzig, 1925 ff.